# Socha
Socha è un comune della Colombia facente parte del dipartimento di Boyacá.
Il centro abitato venne fondato nel 1540.